# Vastedda fritta
La vastedda fritta è una frittella dolce o salata tipica di Gratteri (Città metropolitana di Palermo) in Sicilia. La vastedda fritta è stata ufficialmente inserita nella lista dei prodotti agroalimentari tradizionali italiani (P.A.T) del Ministero delle politiche agricole alimentari e forestali (Mipaaf).

## Preparazione
La sua preparazione non differisce molto da quella del gnocco fritto o della pizza fritta campana. La vastedda fritta viene preparata con farina, lievito, olio extravergine d'oliva tagliata in rettangoli in cui viene posta al centro un'acciuga salata, dissalata piegata in due e poi fritta. Può essere anche dolce, a fine frittura, in questo caso viene passata nello zucchero.

## Tradizione
A Gratteri località in cui tradizionalmente viene preparata la vastedda fritta si organizza ogni anno una sagra ad essa dedicata.

## Vastedda fritta modicana
La  semplicità della preparazione ha reso la vastedda un preparazione molto diffusa. A Modica in provincia di Ragusa ne esiste una versione che prevede l'uso delle uova nell'impasto e del formaggio Ragusano DOP nel condimento.